# LL.M. Eur.
Az Európai jogi Master egy posztgraduális képzés, amit általában LL.M.Eur-ként rövidítenek. Ez egy speciális LL.M. diploma, amelyet a közösségi jogi kurzusok sikeres teljesítése, valamint közösségi jog témakörben írt diplomamunka leadását követően lehet megszerezni.

## Különbség az LL.M. és az Európai jogi LL.M. program között
Az alapvető különbség az általános LL.M. és az Európai jogi LL.M. program között, hogy utóbbi szűkebb specializációt jelent az európai jog témakörében. A tananyag általában alapkurzusokkal indul, ahol a közösségi jogról illetve az Európai integráció történetéről hallgatnak előadásokat a résztvevők, majd erre épülve következnek a speciális kurzusok, pl.: alapszabadságok joga, közösségi versenyjog, Gazdasági és Monetáris Unió joga, Európai közbeszerzési jog.
További különbség az általános és Európai jogi LL.M: program között, hogy utóbbi kezd egyre inkább nemzetközivé válni. Annak köszönhetően, hogy nem csupán 1 vagy 2 ítélkezési gyakorlattal foglalkoznak (mint az összehasonlító jogi programok esetében), egyre több a különböző országokból érkező résztvevő. Így a diákok további ismereteket szerezhetnek a nemzetközi munka és együttműködés területén. Emiatt különösen előnyben részesítik az európai intézmények és nemzetközi ügyvédi irodák az Európai jogi LL.M. programon frissen végzett diplomásokat.

## Célcsoport
Az Európai jogi LL.M. program különösen azok számára ajánlott, akik nagy pályafutást szeretnének elérni az európai jog területén, vagy európai ügyekben (különösen az Európai Bizottságban, más EU-s intézményekben és hozzá kapcsolódó testületekben).

## Példák
Az egyik legnagyobb múltra visszatekintő Európai jogi LL.M. programot szervező intézmény az Europa-Institut Saarbrückenben, Németországban. 50 éves tradícióval rendelkezik és többek között az Európai Unió Bizottságának támogatását is élvezi. Két nyelven zajlik a program: angolul és németül.
Hasonló programot találhatunk Londonban a King’s College szervezésében.